# Megathripa rufimedia
Megathripa rufimedia är en fjärilsart som beskrevs av George Francis Hampson 1905. Megathripa rufimedia ingår i släktet Megathripa och familjen trågspinnare. Inga underarter finns listade i Catalogue of Life.